# Guadalupe, Pantepec
Guadalupe är en ort i Mexiko.   Den ligger i kommunen Pantepec och delstaten Puebla, i den sydöstra delen av landet, 170 km nordost om huvudstaden Mexico City. Guadalupe ligger 570 meter över havet och antalet invånare är 172.
Terrängen runt Guadalupe är kuperad. Runt Guadalupe är det ganska tätbefolkat, med 62 invånare per kvadratkilometer. Närmaste större samhälle är Huehuetla, 16,2 km väster om Guadalupe. Omgivningarna runt Guadalupe är en mosaik av jordbruksmark och naturlig växtlighet.